# Tellef Wagle
Tellef Kristian "Tell" Wagle (Porsgrunn, Telemark, 16 de juliol de 1883 - Oslo, 2 de desembre de 1957) va ser un regatista noruec que va competir a començaments del segle xx.
El 1920 va prendre part en els Jocs Olímpics d'Anvers, on va guanyar la medalla d'or en els 8 metres (1907 rating) del programa de vela, a bord de l'Irene.